# Annie Cruz
Annie Cruz är artistnamnet på ett filippinsk-amerikansk porrskådespelare och nakenmodell. 

## Uppväxt
Cruz föddes i Stockton, Kalifornien, som dotter till ett filippinskt par som invandrat till USA. Hon tog examen från Brookside Christian High School i Stockton, där hon också engagerade sig i skolans cheerleader-grupp. Därefter fortsatte hon sina studier vid Dominican University of California, där hon några år senare tog ut examen i journalistik. Efter ytterligare några år påbörjade hon sin karriär inom pornografisk film. Hon arbetar mycket med fetishporr för Kink.com. 

## Utmärkelser
- 2007 AVN Award Nominee – Best Group Sex Scene
- 2007 AVN Award Nominee – Underrated Starlet of the Year
- 2008 Adam Film Award – Squirt Queen of the Year[2]
- 2009 AVN Award – Most Outrageous Sex Scene – Night of the Giving Head[3]
- 2012 AVN Award Nominee – Best Cumback